# كارمن (فلم 1918)
كارمن (بالألمانية: Carmen) هو فيلم درامي أبيض وأسود ألماني صامت إنتاج عام 1918 أخرجه إرنست لوبيتش وبطولة بولا نيغري وهاري ليدتك وليوبولد فون ليديبور. يستند فيلم إلى رواية كارمن من قبل بروسبر ميريميه. الفيلم يتكيف فقط مع الجزء الثالث من رواية ميريميه ويحول شخصية دون خوسيه في بداية القصة من لص هارب إلى رجل نزيه في حب حبيبة طفولته. صدر الفيلم بترجمات إنجليزية في الولايات المتحدة عام 1921 تحت عنوان بديل دم غجري.

## ملخص
يروي القصة رجل في نار المخيم يقول إنها حدثت قبل سنوات عديدة، دون خوسيه رقيب فرسان في إشبيلية وقع في حب كارمن ، وهي غجرية جميلة. قتل ضابط ووترك خطيبته ومسيرته في الجيش وأصبح مهربا، لم يدم حب كارمن له عندما تركته وذهبت إلى جبل طارق حيث وقعت في حب مصارع الثيران الشهير إسكاميلو. بالعودة إلى إشبيلية، ركب كارمن منتصرًا في عربة إسكاميلو في طريقه إلى مصارعة الثيران. في نهاية مصارعة الثيران واجه خوسيه كارمن وعندما أخبرته أنها لم تعد تحبه ، طعنها حتى الموت.
بالعودة إلى نار المعسكر التي شوهدت في البداية ، يضيف الرجل الذي روى القصة أن البعض يقول إن كارمن لم تمت - لأنها كانت متحالفة مع الشيطان نفسه.